# Lý Hàn Tường
Lý Hàn Tường (tiếng Trung: 李翰祥; bính âm: Lǐ Hànxiáng; 7 tháng 3 năm 1926 tại Hồ Lô Đảo, Liêu Ninh, Trung Quốc. – 17 tháng 12 năm 1996 tại Bắc Kinh) là một đạo diễn điện ảnh người Trung Quốc. Ông đã đạo diễn hơn 70 bộ phim lớn nhỏ trong sự nghiệp của mình từ những năm 1950 và kéo dài cho thập niên 1990. Ông từng được ủy ban điều hành Liên hoan phim Kim Mã Đài Bắc bình chọn là 1 trong 20 đạo diễn xuất sắc nhất lịch sử điện ảnh Hoa ngữ. Tháng 12 năm 1996 ông qua đời tại Bắc Kinh do cơn đau tim đột ngột.

## Tác phẩm

### Phim điện ảnh
| Năm  | Phim                               | Vai trò             | Ghi chú                                                           |
| ---- | ---------------------------------- | ------------------- | ----------------------------------------------------------------- |
| 1954 | Lady from the Moon                 | Đạo diễn            |                                                                   |
| 1956 | Red Bloom in the Snow              | Đạo diễn            | Đạo diễn film debute.                                             |
| 1956 | Beyond the Blue Horizon            | Đạo diễn, Biên kịch |                                                                   |
| 1957 | A Mating Story                     |                     |                                                                   |
| 1957 | Lady in Distress                   |                     |                                                                   |
| 1957 | Little Angels of the Streets       |                     |                                                                   |
| 1957 | A Mellow Spring                    |                     |                                                                   |
| 1957 | He Has Taken Him for Another       |                     |                                                                   |
| 1958 | Give Me a Kiss                     |                     |                                                                   |
| 1958 | The Magic Touch                    |                     |                                                                   |
| 1958 | Diau Charn                         |                     | [ 5 ]                                                             |
| 1958 | The Angel                          |                     |                                                                   |
| 1958 | Dan Fung Street                    |                     |                                                                   |
| 1958 | The Blessed Family                 |                     |                                                                   |
| 1959 | Love Letter Murder                 | Đạo diễn            |                                                                   |
| 1959 | The Kingdom and the Beauty         |                     | Được Singapore gửi đi tranh giải Oscar cho Phim Quốc tế hay nhất. |
| 1959 | The Adventure of the 13th Sister   | Đạo diễn            |                                                                   |
| 1960 | The Enchanting Shadow              |                     | Được Hồng Kông gửi đi tranh giải Oscar cho Phim Quốc tế hay nhất. |
| 1962 | The Magnificent Concubine          |                     |                                                                   |
| 1963 | Empress Wu Tse-Tien                |                     |                                                                   |
| 1963 | The Love Eterne                    |                     | Được Hồng Kông gửi đi tranh giải Oscar cho Phim Quốc tế hay nhất. |
| 1972 | Legends of Lust                    |                     | [ 5 ]                                                             |
| 1972 | Cheating Panorama                  |                     |                                                                   |
| 1972 | The Admarid Girl                   |                     |                                                                   |
| 1973 | Cheat To Cheat                     | Đạo diễn, Biên kịch | [ 6 ] [ 7 ]                                                       |
| 1973 | The Happiest Moments               | Đạo diễn, Biên kịch | [ 8 ]                                                             |
| 1973 | Illicit Desire                     | Đạo diễn            | [ 9 ] [ 10 ]                                                      |
| 1975 | The Empress Dowager                |                     | [ 5 ]                                                             |
| 1976 | The Last Tempest                   |                     | Được Hồng Kông gửi đi tranh giải Oscar cho Phim Quốc tế hay nhất. |
| 1976 | Love Swindlers                     |                     |                                                                   |
| 1983 | The Burning of the Imperial Palace | Đạo diễn.           | [ 5 ]                                                             |
| 1983 | Reign Behind a Curtain             | Đạo diễn.           | [ 5 ]                                                             |
| 1986 | The Last Emperor                   |                     | [ 5 ]                                                             |
| 1986 | Snuff Bottle                       |                     |                                                                   |
| 1989 | The West Empress                   |                     |                                                                   |

## Giải thưởng
- Giải Kim Mã cho Đạo diễn xuất sắc nhất: phim Lương Sơn Bá – Chúc Anh Đài (1963)
- Giải Kim Mã cho Đạo diễn xuất sắc nhất: phim Tây Thi (1966)
- Giải Kim Mã cho Kịch bản gốc xuất sắc nhất: Thuần Vu Đề Oanh (1971)
- Giải Kim Mã thành tựu trọn đời.[11]